# Synidotea bicuspida
Synidotea bicuspida là một loài chân đều trong họ Idoteidae. Loài này được Owen miêu tả khoa học năm 1839.